# Eccellenza Umbria 2007-2008
Il campionato italiano di calcio di Eccellenza regionale 2007-2008 è il diciassettesimo organizzato in Italia. Rappresenta il sesto livello del calcio italiano ed il maggiore in ambito regionale.
Questo è il girone unico organizzato dal Comitato Regionale dell'Umbria.

## Stagione

### Aggiornamenti
Trasferimento di titolo sportivo:
- da San Lorenzo Lerchi (neo-promosso in Eccellenza Umbria) a Castello F.C. (neo-promosso in Promozione Umbria) che assume la denominazione di Group Città di Castello (Eccellenza Umbria).

## Squadre partecipanti
| Squadra                      | Città (provincia)                                          | Stagione 2006-07                                    |
| ---------------------------- | ---------------------------------------------------------- | --------------------------------------------------- |
| Atletico Montecchio          | Montecchio (TR)                                            | 4° in Promozione Umbria/B, promosso dopo i play off |
| Bastardo                     | Bastardo di Giano dell'Umbria (PG)                         | 3° in Promozione Umbria/B, ripescato                |
| Bastia                       | Bastia Umbra (PG)                                          | 4° in Eccellenza Umbria                             |
| Campitello                   | Terni                                                      | 6° in Eccellenza Umbria                             |
| Cannara                      | Cannara (PG)                                               | 16° in Eccellenza Umbria, salvo dopo i play out     |
| Castel Rigone                | Castel Rigone di Passignano sul Trasimeno (PG)             | 12° in Eccellenza Umbria, salvo dopo spareggio      |
| Città di Castello            | Città di Castello (PG)                                     | 2° in Promozione Umbria/A, promosso dopo i play off |
| Deruta                       | Deruta (PG)                                                | 5° in Eccellenza Umbria                             |
| Gabelletta                   | Terni                                                      | 15° in Eccellenza Umbria, salvo dopo i play out     |
| Grifo Sant'Angelo Pontenuovo | Pontenuovo di Torgiano Sant'Angelo di Celle di Deruta (PG) | 1° in Promozione Umbria/B, promossa                 |
| Group Città di Castello      | Città di Castello (PG)                                     | 1° in Prima Categoria Umbria/A, promosso            |
| Gualdo                       | Gualdo Tadino (PG)                                         | 1° in Promozione Umbria/A, promosso                 |
| Massa Martana                | Massa Martana (PG)                                         | 9° in Eccellenza Umbria                             |
| Nocera Umbra                 | Nocera Umbra (PG)                                          | 8° in Eccellenza Umbria                             |
| Semonte                      | Semonte di Gubbio (PG)                                     | 10° in Eccellenza Umbria                            |
| Todi                         | Todi (PG)                                                  | 2° in Eccellenza Umbria                             |
| Trestina                     | Trestina di Città di Castello (PG)                         | 11° in Eccellenza Umbria                            |
| Valfabbrica                  | Valfabbrica (PG)                                           | 7° in Eccellenza Umbria                             |

## Classifica finale
|  | Pos. | Squadra                   | Pt | G  | V  | N  | P  | GF | GS | DR  |
|  | ---- | ------------------------- | -- | -- | -- | -- | -- | -- | -- | --- |
|  | 1.   | Deruta                    | 67 | 34 | 18 | 13 | 3  | 47 | 23 | +24 |
|  | 2.   | Group Città di Castello   | 65 | 34 | 18 | 11 | 5  | 51 | 24 | +27 |
|  | 3.   | Trestina                  | 62 | 34 | 15 | 17 | 2  | 41 | 19 | +22 |
|  | 4.   | Todi                      | 60 | 34 | 15 | 15 | 4  | 46 | 29 | +17 |
|  | 5.   | Castel Rigone             | 60 | 34 | 17 | 9  | 8  | 45 | 26 | +19 |
|  | 6.   | Semonte                   | 56 | 34 | 15 | 11 | 8  | 44 | 32 | +12 |
|  | 7.   | Cannara                   | 47 | 34 | 12 | 11 | 11 | 29 | 30 | -1  |
|  | 8.   | Gabelletta                | 45 | 34 | 12 | 9  | 13 | 41 | 36 | +5  |
|  | 9.   | Valfabbrica               | 45 | 34 | 12 | 9  | 13 | 36 | 37 | -1  |
|  | 10.  | Bastia                    | 42 | 34 | 11 | 9  | 14 | 35 | 42 | -7  |
|  | 11.  | Gualdo                    | 41 | 34 | 9  | 14 | 11 | 38 | 40 | -2  |
|  | 12.  | Grifo S.Angelo Pontenuovo | 40 | 34 | 11 | 7  | 16 | 37 | 50 | -13 |
|  | 13.  | Massa Martana             | 36 | 34 | 8  | 12 | 14 | 33 | 44 | -11 |
|  | 14.  | Città di Castello (-15)   | 35 | 34 | 15 | 5  | 14 | 47 | 44 | +3  |
|  | 15.  | Atletico Montecchio       | 35 | 34 | 7  | 14 | 13 | 37 | 46 | -9  |
|  | 16.  | Campitello                | 33 | 34 | 9  | 6  | 19 | 41 | 58 | -17 |
|  | 17.  | Bastardo                  | 31 | 34 | 7  | 10 | 17 | 25 | 46 | -21 |
|  | 18.  | Nocera Umbra              | 10 | 34 | 2  | 4  | 28 | 17 | 64 | -47 |

Legenda:

      Promossa in Serie D 2008-2009.
      Ammessa ai play-off nazionali.
 Ammesse ai play-off o ai play-out.
      Retrocessa in Promozione Umbria 2008-2009.
Regolamento:

Tre punti a vittoria, uno a pareggio, zero a sconfitta.
In caso di arrivo a pari punti fra due squadre per attribuire il 1º posto (promozione diretta), il 17º posto (retrocessione diretta), il 5º posto (ultimo utile per i play-off) ed il 13º posto (primo utile per i play-out) si effettua una gara di spareggio in campo neutro.
In caso di arrivo di due o più squadre a pari punti, la graduatoria verrà stilata secondo la classifica avulsa tra le squadre interessate, che prevede in ordine i seguenti criteri: 
- Punti negli scontri diretti
- Differenza reti negli scontri diretti
- Differenza reti generale
- Reti realizzate in generale
- Sorteggio

Note:

Il Città di Castello è stato sanzionato con 15 punti di penalizzazione.

## Risultati

### Tabellone
Ogni riga indica i risultati casalinghi della squadra segnata a inizio della riga, contro le squadre segnate colonna per colonna (che invece avranno giocato l'incontro in trasferta). Al contrario, leggendo la colonna di una squadra si avranno i risultati ottenuti dalla stessa in trasferta, contro le squadre segnate in ogni riga, che invece avranno giocato l'incontro in casa.
|                           | ATL | BAS | BAS | CAM | CAN | CAS | CIT | DER | GAB | GRI | GRO | GUA | MAS | NOC | SEM | TOD | TRE | VAL |
| Atletico Montecchio       |     | 0-0 | 1-1 | 4-2 | 1-2 | 0-0 | 1-0 | 0-1 | 1-1 | 1-0 | 1-1 | 2-2 | 1-1 | 2-1 | 1-2 | 1-1 | 0-0 | 1-1 |
| Bastardo                  | 2-1 |     | 2-4 | 1-1 | 0-0 | 0-2 | 0-1 | 0-1 | 1-3 | 2-0 | 0-0 | 1-0 | 0-1 | 0-1 | 0-1 | 1-2 | 1-0 | 2-0 |
| Bastia                    | 1-0 | 1-2 |     | 3-1 | 0-0 | 1-1 | 2-0 | 0-0 | 0-1 | 1-3 | 0-2 | 2-0 | 2-2 | 1-0 | 0-1 | 2-3 | 0-2 | 0-1 |
| Campitello                | 1-1 | 4-0 | 0-1 |     | 0-1 | 2-5 | 0-5 | 1-3 | 2-0 | 3-2 | 1-2 | 0-0 | 2-0 | 3-0 | 0-3 | 1-0 | 1-1 | 1-2 |
| Cannara                   | 4-2 | 0-0 | 0-1 | 1-2 |     | 0-0 | 1-2 | 0-1 | 0-0 | 1-0 | 1-0 | 2-0 | 1-3 | 2-1 | 0-3 | 1-1 | 0-1 | 2-0 |
| Castel Rigone             | 0-2 | 2-0 | 4-1 | 1-0 | 0-1 |     | 3-0 | 1-1 | 2-0 | 3-0 | 2-1 | 1-1 | 0-0 | 1-0 | 2-3 | 1-1 | 0-0 | 1-0 |
| Città di Castello         | 3-1 | 1-0 | 1-2 | 3-1 | 0-2 | 2-0 |     | 3-1 | 1-3 | 3-3 | 2-4 | 3-2 | 1-2 | 1-0 | 0-2 | 2-3 | 0-2 | 0-1 |
| Deruta                    | 1-1 | 2-2 | 2-0 | 3-1 | 3-1 | 2-0 | 0-0 |     | 1-0 | 3-0 | 1-1 | 0-0 | 2-1 | 1-0 | 0-0 | 2-1 | 2-0 | 2-2 |
| Gabelletta                | 2-2 | 3-1 | 2-3 | 2-1 | 0-2 | 2-0 | 0-1 | 1-0 |     | 3-0 | 1-2 | 1-2 | 0-0 | 5-0 | 2-1 | 1-1 | 0-3 | 2-0 |
| Grifo S.Angelo Pontenuovo | 1-2 | 3-1 | 0-1 | 1-0 | 0-1 | 1-4 | 0-3 | 0-1 | 2-1 |     | 1-1 | 2-1 | 1-1 | 3-0 | 1-1 | 1-1 | 0-0 | 2-0 |
| Group Città di Castello   | 3-1 | 1-1 | 2-0 | 4-1 | 3-0 | 0-1 | 2-1 | 2-2 | 0-0 | 2-0 |     | 0-1 | 2-0 | 1-0 | 3-2 | 0-0 | 1-1 | 3-0 |
| Gualdo                    | 0-0 | 4-1 | 1-1 | 1-1 | 1-0 | 0-2 | 2-0 | 1-2 | 0-0 | 1-2 | 2-2 |     | 3-1 | 1-0 | 1-0 | 1-3 | 1-1 | 0-0 |
| Massa Martana             | 2-1 | 1-2 | 2-1 | 1-0 | 1-1 | 1-2 | 0-2 | 0-3 | 0-0 | 1-2 | 0-1 | 1-1 |     | 3-1 | 1-2 | 0-0 | 2-2 | 2-1 |
| Nocera Umbra              | 0-3 | 0-0 | 1-1 | 1-2 | 1-1 | 0-2 | 1-2 | 1-2 | 0-0 | 2-3 | 0-1 | 1-4 | 2-1 |     | 0-1 | 1-3 | 2-3 | 0-1 |
| Semonte                   | 2-0 | 1-1 | 1-0 | 1-1 | 1-1 | 0-0 | 0-1 | 0-0 | 0-2 | 0-1 | 0-3 | 2-1 | 3-1 | 3-0 |     | 2-2 | 1-1 | 3-2 |
| Todi                      | 1-0 | 1-1 | 1-1 | 2-1 | 0-0 | 1-0 | 1-1 | 2-1 | 3-1 | 3-2 | 0-1 | 4-1 | 0-0 | 1-0 | 1-1 |     | 0-1 | 1-0 |
| Trestina                  | 2-1 | 2-0 | 0-0 | 2-0 | 0-0 | 3-1 | 1-1 | 0-0 | 2-1 | 2-0 | 0-0 | 1-1 | 2-1 | 3-0 | 1-1 | 0-0 |     | 2-1 |
| Valfabbrica               | 5-1 | 2-0 | 3-1 | 1-4 | 2-0 | 0-1 | 1-1 | 1-1 | 2-1 | 0-0 | 1-0 | 1-1 | 0-0 | 3-0 | 2-0 | 0-2 | 0-0 |     |

## Spareggi

### Play-off

#### Tabellone
|  | Semifinali | Semifinali              | Semifinali | Semifinali | Semifinali |  |  | Finale                  | Finale                  | Finale |  |
|  |            |                         |            |            |            |  |  |                         |                         |        |  |
|  | 5          | Castel Rigone           | 1          | 1          | 2          |  |  |                         |                         |        |  |
|  | 2          | Group Città di Castello | 0          | 2          | 2          |  |  | Group Città di Castello | Group Città di Castello | 4      |  |
|  | 4          | Todi                    | 2          | 1          | 3          |  |  | Trestina                | Trestina                | 1      |  |
|  | 3          | Trestina                | 2          | 2          | 4          |  |  |                         |                         |        |  |

#### Semifinali
|                         | Risultati |                         | Luogo e data                      |
| ----------------------- | --------- | ----------------------- | --------------------------------- |
| Todi                    | 2-2       | Trestina                | Todi, 4 maggio 2008               |
| Trestina                | 2-1       | Todi                    | Trestina, 11 maggio 2008          |
|                         |           |                         |                                   |
| Castel Rigone           | 1-0       | Group Città di Castello | Castel Rigone, 4 maggio 2008      |
| Group Città di Castello | 2-1       | Castel Rigone           | Città di Castello, 11 maggio 2008 |
|                         |           |                         |                                   |

#### Finale
|                         | Risultati |          | Luogo e data              |
| ----------------------- | --------- | -------- | ------------------------- |
| Group Città di Castello | 4-1       | Trestina | Umbertide, 18 maggio 2008 |
|                         |           |          |                           |

### Play-out
|                     | Risultati |                     | Luogo e data                      |
| ------------------- | --------- | ------------------- | --------------------------------- |
| Campitello          | 0-0       | Massa Martana       | Terni, 11 maggio 2008             |
| Massa Martana       | 0-0       | Campitello          | Massa Martana, 18 maggio 2008     |
|                     |           |                     |                                   |
| Atletico Montecchio | 2-2       | Città di Castello   | Montecchio, 11 maggio 2008        |
| Città di Castello   | 1-1       | Atletico Montecchio | Città di Castello, 18 maggio 2008 |
|                     |           |                     |                                   |